# Nicholas Lea
Nicholas Lea (New Westminster, 22 juni 1962), geboren als Nicholas Christopher Herbert, is een Canadees acteur en filmproducent.

## Biografie
Lea werd geboren in de stad New Westminster, gelegen in de provincie Brits-Columbia. Hij doorliep de highschool aan de Prince of Wales Secondary School in Vancouver, waar hij in 1980 zijn diploma haalde. Hierna studeerde hij voor drie jaar aan een kunstschool waarna hij een illustrator werd.
Lea begon in 1989 met acteren in de film American Boyfriends, waarna hij nog meerdere rollen speelde in films en televisieseries. Zo speelde hij in onder andere The Commish (1991-1994), Once a Thief (1996-1998), The X-Files (1994-2002), Kyle XY (2006-2009) en The Killing (2013). In 2001 werd Lea genomineerd voor een Leo Award voor zijn rol in de film Lunch with Charles, en in 2004 werd hij genomineerd voor een Gemini Award voor zijn rol in de film The Investigation.

## Filmografie

### Films
Uitgezonderd korte films.
- 2018 The Lie - als rechercheur Rodney Barnes
- 2018 Status Update - als coach Milligan
- 2017 Campus Caller - als professor Drake
- 2017 Before I Fall - als Dan Kingston
- 2015 Unveiled - als Bill
- 2012 Crimes of Mike Recket - als Mike Recket
- 2012 The Philadelphia Experiment - als Bill Gardner
- 2011 Obsession - als Sebastian Craig
- 2010 Guido Superstar: The Rise of Guido - als mr. Other Guy
- 2009 Excited - als Skidder
- 2009 Unspoken Rules - als verteller
- 2009 Dancing Trees - als rechercheur Velez
- 2008 Mothers&Daughters - als Nicholas
- 2008 Crime - als coach
- 2008 Vice - als Jenkins
- 2007 American Venus - als Dougie
- 2007 terfly on a Wheel - als Jerry Crane
- 2005 Chaos - als rechercheur Vincent Durano
- 2005 Category 7: The End of the World - als Monty
- 2005 Deadly Isolation - als Patrick Carlson / Jeff Watkins
- 2003 See Grace Fly - als mannelijke stem van Grace
- 2003 Moving Malcolm - als Herbert
- 2003 Threshold - als dr. Jerome 'Geronimo' Horne
- 2002 The Investigation - als Les Forsythe
- 2001 Earth Angels - als Maximillian
- 2001 Shot in the Face - als dief
- 2001 Ignition - als Peter Scanlon
- 2001 The Impossible Elephant - als Steven Harris
- 2001 Lunch with Charles - als Matthew
- 2000 Vertical Limit - als Tom McLaren
- 2000 Kiss Tomorrow Goodbye - als Dustin Yarma
- 1998 Once a Thief: Family Business - als Victor Mansfield
- 1997 Their Second Chance - als Roy
- 1997 Once a Thief: Brother Against Brother - als Victor Mansfield
- 1996 Once a Thief - als Victor Mansfield
- 1995 Bad Company - als Jake
- 1994 The Raffle - als David Lake
- 1990 Xtro II: The Second Encounter - als Baines
- 1989 American Boyfriends - als Ron

### Televisieseries
Uitgezonderd eenmalige gastrollen.
- 2023 The Fall of the House of Usher - als rechter John Neal - 4 afl.
- 2020-2021 The Stand - als Norris - 5 afl.
- 2018 The Bletchley Circle: San Francisco - als George Mason - 2 afl.
- 2018 ReBoot: The Guardian Code - als Mark Rowin - 12 afl.
- 2014 Arrow - als Mark Francis - 3 afl.
- 2012-2013 Continuum - als agent Gardiner - 8 afl.
- 2013 The Killing - als Dale Daniel Shannon - 5 afl.
- 2010-2011 V - als Joe Evans - 5 afl.
- 2006-2009 Kyle XY - als Tom Foss - 26 afl.
- 2007-2008 Men in Trees - als Eric - 10 afl.
- 2006 Whistler - als Ethan McKaye - 13 afl.
- 2004 CSI: Crime Scene Investigation - als Chris Bezich - 4 afl.
- 2003-2004 Andromeda - als Tri-Lorn - 4 afl.
- 2002 NYPD Blue - als Frank Colohan - 3 afl.
- 1994-2002 The X Files - als Alex Krycek - 24 afl.
- 1996-1998 Once a Thief - als Victor Mansfield - 23 afl.
- 1995-1996 Sliders - als Ryan Simms - 2 afl.
- 1991-1994 The Commish - als Ricky Caruso - 33 afl.

### Computerspellen
- 2004 The X-Files: Resist or Serve - als Alex Krycek

### Filmproducent
- 2006 Whistler - televisieserie - 13 afl.
- 2001 Freedom Park - korte film
- 2001 Lunch with Charles - film

- Biblioteca Nacional de España: XX1260843
- Bibliothèque nationale de France: cb14197545s (data)
- International Standard Name Identifier: 0000 0003 5580 7648
- Library of Congress Control Number: no2006099841
- SNAC: w6vm581f
- Système universitaire de documentation: 17113026X
- Virtual International Authority File: 166098588
- WorldCat: E39PBJgmHkXHGYgW8CKqxHD6rq